# Sparre (franska grenen)
Sparre (franska grenen) härstammar från friherre Per Larsson Sparre (1628-1692) som var svensk ambassadör hos Ludvig XIV och upphöjdes 1675 genom patentbrev (Lettres patentes) till fransk greve, med ärftlig värdighet för samtliga manliga och kvinnliga arvingar. Detta var ett avsteg från den gängse franska principen att endast äldste sonen i varje släktled skulle inneha den adliga/högadliga värdigheten och tyder på att Per Larsson Sparre var i synnerlig gunst hos "solkonungen". 
Sparres son Pierre-Magnus de Sparre (död 1692), fick tillstånd att inköpa egendom i Frankrike och etablerade ätten där. Pierre-Magnus de Sparre var protestant även efter upphävandet av ediktet i Nantes som fråntog hugenotterna (de franska protestanterna) deras medborgerliga rättigheter. Han döpte dock sin son i den katolska religionen för att underlätta hans karriär. Lars de Sparre (1698-1725), son till Per Larsson Sparre, blev tidigt page vid det franska hovet och sedermera - trots sin relativa ungdom - överste vid infanteriet. Med sin hustru Félicité le Vaillant de Watripont (giftermålskontrakt undertecknat 1703) hade han bland annat sonen Joseph-Magnus de Sparre (1704-88), överste för regementet Royal suédois ("Kungliga svenska") fram till 1756 och befordrad till Maréchal de Camp 1748 (fransk generalmajor), som erkänsla för hans insatser under Österrikiska tronföljdskriget (1740-48). Hans sonson greve Louis-Ernest-Joseph de Sparre (1780-1845) var en av Napoleon I:s generaler och har sitt namn inristat på Triumfbågen. Hans ättling i direkt nedstigande led (femte generationen från Louis-Ernest-Joseph de Sparre) är greve Eric de Sparre (född 1952). Till denna gren hörde matematikern Magnus de Sparre.